# Chambre de commerce et d'industrie de Fécamp
La chambre de commerce et d'industrie de Fécamp était l'une des CCI du département de la Seine-Maritime. Son siège était à Fécamp au 8, rue Bailly.
Sa circonscription comprenait les cantons de Fécamp, Goderville et Criquetot-l'Esneval.
À ce titre, elle était un organisme chargé de représenter les intérêts des entreprises commerciales, industrielles et de service de sa circonscription et de leur apporter certains services ; c'était un établissement public qui gérait en outre des équipements au profit de ces entreprises.
Comme toutes les CCI, elle était placée sous la double tutelle du ministère de l'Industrie et du Ministère des PME, du Commerce et de l'Artisanat.
La chambre faisait partie de la chambre régionale de commerce et d'industrie Haute-Normandie.
Elle a été dissoute lors de la création de la chambre de commerce et d'industrie de Fécamp-Bolbec

## Services
- Création d'entreprise
- Accompagnement
- Promotion commerciale
- Promotion industrielle
- Import / Export
- Tourisme

## Équipement
- Port de Fécamp

## Formation
- Centre d’étude des langues,
- École du commerce et de la distribution,
- Institut consulaire de formation,
- École de navigation

## Historique
2008 : Fusion avec la chambre de commerce et d'industrie de Bolbec - Lillebonne.

## Pour approfondir